# Aroana olivacea
Aroana olivacea är en fjärilsart som beskrevs av George Thomas Bethune-Baker 1906. Aroana olivacea ingår i släktet Aroana och familjen nattflyn. Inga underarter finns listade i Catalogue of Life.